# UFC 192
UFC 192: Cormier vs. Gustafsson — событие организации смешанных боевых искусств Ultimate Fighting Championship, которое прошло 3 октября 2015 года на спортивной арене Тойота-центр в американском городе Хьюстон.

## Положение до турнира
Это было четвёртое по счёту мероприятие UFC, состоявшееся в Хьюстоне, после UFC 69 в апреле 2007 года, UFC 136 в октябре 2011 года и UFC 166 в октябре 2013 года.
Главным событием вечера стал поединок за звание чемпиона UFC в полутяжёлом весе между действующим чемпионом Дэниелом Кормье и главным претендентом Александром Густафссоном. Первоначально они должны были встретиться на UFC 191, но бой был перенесён из-за травмы колена у Кормье.
В рамках турнира должен был состояться бой между Лесли Смит и Ракель Пеннингтон. Однако Смит вынуждена была сняться с турнира по причине травмы, а Пеннингтон перенесли на UFC 191, где она встретилась с Джессикой Андраде. Ожидалось, что Деррик Льюис будет драться с Энтони Хэмилтоном, но Хэмилтон снялся с боя и его заменил Виктор Пешта. В одном из основных боёв турнира должен был состояться поединок между Джони Хендриксом и Тайроном Вудли за статус претендента на титул чемпиона в полусреднем весе. Но в день взвешивания стало известно, что Хендрикса сняли с боя после госпитализации с приступом кишечной непроходимости и подозрением на камни в почках, вызванных проблемами со сгонкой веса. По этой причине бой был отменён, а Вудли автоматически стал претендентом на чемпионский титул.
Во время процедуры взвешивания Франсиско Тревино не уложился в положенную весовую категорию. Ему дали дополнительное время, но Тревино не совершил попытки сбросить вес. Вместо того, он был оштрафован на 20 % своего гонорара, которые отошли его сопернику.

## Результаты
| Категория                            |                  |      |                      | Способ                                                  | Раунд | Время |
| Основные бои                         |                  |      |                      |                                                         |       |       |
| Полутяжёлый веc                      | Дэниел Кормье    | поб. | Александр Густафссон | Раздельное решение (47-48, 48-47, 49-46)                | 5     | 5:00  |
| Полутяжёлый веc                      | Райан Бейдер     | поб. | Рашад Эванс          | Единогласное решение (30-27, 30-27, 30-27)              | 3     | 5:00  |
| Тяжёлый вес                          | Руслан Магомедов | поб. | Шон Джордан          | Единогласное решение (30-27, 29-28, 30-27)              | 3     | 5:00  |
| Наилегчайший вес                     | Джозеф Бенавидес | поб. | Али Багаутинов       | Единогласное решение (30-27, 29-28, 30-27)              | 3     | 5:00  |
| Женский легчайший вес                | Джулианна Пенья  | поб. | Джессика Ай          | Единогласное решение (29-27, 29-27, 29-27)              | 3     | 5:00  |
| Предварительные бои (Fox Sports 1)   |                  |      |                      |                                                         |       |       |
| Полулёгкий вес                       | Яир Родригес     | поб. | Дэн Хукер            | Единогласное решение (30-27, 30-27, 30-26)              | 3     | 5:00  |
| Полусредний вес                      | Альберт Туменов  | поб. | Алан Джубан          | Технический нокаут (удар ногой в голову и удары руками) | 1     | 2:55  |
| Лёгкий вес                           | Адриану Мартинс  | поб. | Ислам Махачев        | Нокаут (удар)                                           | 1     | 1:46  |
| Женский минимальный вес              | Роуз Намаюнас    | поб. | Анджела Хилл         | Техническое удушение (сзади со стойки)                  | 1     | 2:47  |
| Предварительные бои (UFC Fight Pass) |                  |      |                      |                                                         |       |       |
| Промежуточный вес (72,5 кг)          | Сэйдж Норткатт   | поб. | Франсиско Тревино    | Технический нокаут (удары локтями и руками)             | 1     | 0:57  |
| Наилегчайший вес                     | Серхио Петтис    | поб. | Крис Кариасо         | Единогласное решение (29-27, 29-27, 29-28)              | 3     | 5:00  |
| Тяжёлый вес                          | Деррик Льюис     | поб. | Виктор Пешта         | Технический нокаут (удары)                              | 3     | 1:15  |

## Награды
Следующие бойцы получили бонусные выплаты в размере $50 000:
- Лучший бой вечера: Дэниел Кормье против Александра Густафссона
- Выступление вечера: Альберт Туменов и Адриану Мартинс